# Бариогенеза
В космологията,  бариогенезата е общ термин за хипотетичните физични процеси, които довеждат до асиметрия между барионите и анти-барионите, веднага след Големия взрив, което довежда до значително количество остатъчна материя, от която е изградена съвременната вселена.
Има различни теории за бариогенезата. Най-важните от тях са електрослабата бариогенеза и бариогенезата на теорията на великото обединение. Те използват такива дисциплини от физиката като теория на квантовото поле и статистическа физика за да опишат възможните механизми. Основната разлика между различните теории за бариогенезата е в описанието на взаимодействието между елементарните частици.
Следващата съпка след бариогенезата е много по-добре изяснената нуклеосинтеза на Големия взрив, по време на която започват да се оформят атомни ядра.